# 間瀬礼章
間瀬 礼章（ませ れいしょう、1967年4月2日 - ）は、愛知県名古屋市を拠点に活躍する舞台俳優、タレント。愛知県半田市出身。ロック歌舞伎スーパー一座にて、看板役者として活躍（2008年12月をもって同一座は解散）。半田市亀崎の出身で屋号は「亀崎屋」。

## 出演

### 舞台
- スーパー一座
  - 『リア王』（1991年）オズワルド役
- 大須オペラ
  - 『ミカド』（1992年）なんでも大臣ブーバー役
  - 『三文オペラ』（1995年）マック役
  - 『軍艦ピナフォア』（1998年）海軍大臣役
  - 『青ひげ』（2006年）ボベシュ王役
  - 『カルメン』（2007年）エスカミーリョ役

- ミュージカル（名古屋市文化振興事業団主催）
  - 『ビック』（2004年）マクミラン役
- 爛漫プロジェクト
  - ちくさ公演

他多数

### テレビ
- 光と影〜光市母子殺害事件 弁護団の300日〜（2008年、東海テレビ、声の出演）※日本民間放送連盟賞最優秀賞、ギャラクシー賞優秀賞受賞